# Молибден
| 42      | Молибден |
| Mo95,95 |          |
| 4d55s1  |          |

Молибде́н (химический символ — Mo, от лат. Molybdaenum) — химический элемент 6-й группы (по устаревшей классификации — побочной подгруппы шестой группы, VIB), пятого периода периодической системы химических элементов Д. И. Менделеева, с атомным номером 42.
Простое вещество молибден — мягкий пластичный блестящий переходный металл серебристо-белого цвета.
Главное применение находит в металлургии, является легирующей добавкой множества марок легированных сталей. 

## История и происхождение названия
Открыт в 1778 году шведским химиком Карлом Шееле, который, прокаливая молибденовую кислоту, получил МоО3. В металлическом состоянии впервые получен П. Гьельмом в 1781 году восстановлением оксида углём: он получил молибден, загрязнённый углеродом и карбидом молибдена. Чистый молибден в 1817 году получил Й. Берцелиус восстановлением оксида водородом.
Название происходит от др.-греч. μόλυβδος, означающего «свинец». Оно дано из-за внешнего сходства молибденита (MoS2), минерала, из которого впервые удалось выделить оксид молибдена, со свинцовым блеском (PbS). Вплоть до XVIII века молибденит не отличали от графита из-за свинцового блеска, эти минералы носили общее название «молибден».

## Нахождение в природе
Содержание в земной коре — 3⋅10−4 % по массе. В свободном виде молибден не встречается. В земной коре молибден распространён относительно равномерно. Меньше всего содержат молибдена ультраосновные и карбонатные породы (0,4—0,5 г/т). Концентрация молибдена в породах повышается по мере увеличения SiO2. Молибден находится также в морской и речной воде, в золе растений, в углях и нефти. Содержание молибдена в морской воде колеблется от 8,9 до 12,2 мкг/л для разных океанов и акваторий. Общим является то, что воды вблизи берега и верхние слои меньше обогащены молибденом, чем воды на глубине и вдали от берега. Наиболее высокие концентрации молибдена в породах связаны с акцессорными минералами (магнетит, ильменит, сфен), однако основная масса его заключена в полевых шпатах и меньше в кварце. Молибден в породах находится в следующих формах: молибдатной и сульфидной в виде микроскопических и субмикроскопических выделений, изоморфной и рассеянной (в породообразующих минералах). Молибден обладает большим сродством с серой, чем с кислородом, и в рудных телах образуется сульфид четырёхвалентного молибдена — молибденит. Для кристаллизации молибденита наиболее благоприятны восстановительная среда и повышенная кислотность. В поверхностных условиях образуются преимущественно кислородные соединения Мо6+. В первичных рудах молибденит встречается в ассоциации с вольфрамитом и висмутином, с минералами меди (медно-порфировые руды), а также с галенитом, сфалеритом и урановой смолкой (в низкотемпературных гидротермальных месторождениях). Хотя молибденит считается устойчивым сульфидом по отношению к кислым и щелочным растворителям, в природных условиях при длительном воздействии воды и кислорода воздуха молибденит окисляется, и молибден может интенсивно мигрировать с образованием вторичных минералов. Этим можно объяснить повышенные концентрации молибдена в осадочных отложениях — углистых и кремнисто-углистых сланцах и углях.
Известно около 20 минералов молибдена. Важнейшие из них: молибденит MoS2 (60 % Mo), повеллит СаМоО4 (48 % Мо), молибдит Fe(MoO4)3·nH2O (60 % Mo) и вульфенит PbMoO4.

### Месторождения
Крупные месторождения молибдена известны в США, Мексике, Чили, Канаде, Австралии, Норвегии, России. В России молибден выпускают на Сорском ферромолибденовом комбинате (En+). Более 7 % от мировых запасов молибдена расположены в Армении, причём 90 % из них сосредоточены в Каджаранском медно-молибденовом месторождении.

### В космосе
Аномально высокое содержание молибдена наблюдается в звёздных образованиях, состоящих из красного гиганта (или сверхгиганта), внутри которого находится нейтронная звезда — объектах Ландау — Торна — Житковой.

## Добыча
| Страна     | Залежи (тыс. т) | 2001  | 2002   | 2003   | 2004   | 2005   | 2006   | 2007   | 2014  |
| ---------- | --------------- | ----- | ------ | ------ | ------ | ------ | ------ | ------ | ----- |
| США        | 2700            | 37,6  | 32,3   | 29,9   | 41,5   | 58,0   | 59,8   | 59,4   | 68,2  |
| Китай      | 3000            | 28,2  | 30,33  | 32,22  | 29,0   | 40,0   | 43,94  | 46,0   | 103,0 |
| Чили       | 1905            | 33,5  | 29,5   | 33,4   | 41,48  | 47,75  | 43,28  | 41,1   | 48,8  |
| Перу       | 850             | 8,35  | 8,32   | 9,63   | 9,6    | 17,32  | 17,21  | 17,25  | 17,0  |
| Канада     | 95              | 8,56  | 7,95   | 8,89   | 5,7    | 7,91   | 7,27   | 8,0    | 9,7   |
| Россия     | 360             | 3,93  | 4,29   | 3,57   | 3,11   | 3,84   | 3,94   | 4,16   | 4,8   |
| Мексика    | 135             | 5,52  | 3,43   | 3,52   | 3,7    | 4,25   | 2,52   | 4,0    | 14,4  |
| Армения    | 635             | 3,4   | 3,6    | 3,5    | 3,0    | 2,75   | 3,0    | 3,0    | 7,1   |
| Иран       | 120             | 2,6   | 2,4    | 2,4    | 1,5    | 2,0    | 2,0    | 2,5    | 4,0   |
| Монголия   | 294             | 1,42  | 1,59   | 1,6    | 1,7    | 1,19   | 1,2    | 1,5    | 2,0   |
| Узбекистан | 203             | 0,58  | 0,5    | 0,5    | 0,5    | 0,57   | 0,6    | 0,5    | 0,5   |
| Болгария   | 10              | 0,4   | 0,4    | 0,2    | 0,2    | 0,2    | 0,4    | 0,4    | ?     |
| Казахстан  | 130             | 0,09  | 0,05   | 0,05   | 0,23   | 0,23   | 0,25   | 0,4    | —     |
| Кыргызстан | 100             | 0,25  | 0,25   | 0,25   | 0,25   | 0,25   | 0,25   | 0,25   | ?     |
| Прочие     | 1002            | —     | —      | —      | —      | —      | —      | —      | —     |
| Итого      | 11539           | 134,4 | 124,91 | 129,63 | 141,47 | 186,26 | 185,66 | 188,71 |       |

### Генетические группы и промышленные типы месторождений
1. Контактово-метасоматические (скарновые).
2. Гидротермальные.
А. Высокотемпературные (грейзеновые).
Б. Среднетемпературные.
а. кварц-молибденитовые.
б. кварц-сфалерит-галенит-молибденитовые.
в. кварц-халькопирит-молибденитовые (меднопорфировые руды).
г. настуран-молибденитовые.

## Физические свойства
Полная электронная конфигурация атома молибдена: 1s22s22p63s23p63d104s24p64d55s1
Молибден — это мягкий пластичный блестящий переходный металл с кубической объёмноцентрированной решёткой типа α-Fe (a = 3,14 Å; z = 2; пространственная группа Im3m), парамагнитен, шкала Мооса определяет его твёрдость 4,5 баллами. Механические свойства, как и у большинства металлов, определяются чистотой металла и предшествующей механической и термической обработкой (чем чище металл, тем он мягче). Обладает крайне низким коэффициентом теплового расширения — 5,8—6,2×10-6 (или 0,6 мм/м/100°C), в два раза меньше железа. Модуль упругости Юнга — 280-300 ГПа (больше, чем у железа). Предел прочности — 400-500 МПа, у отожжённой проволоки на растяжение — 800-1200 МПа. Удельное электрическое сопротивление — 5,2×10-8 ом•м (0,052 Ом•мм2/м, в 3 раза больше меди). Молибден — тугоплавкий металл с температурой плавления 2620 °C и температурой кипения 4639 °C.

### Изотопы
Природный молибден состоит из семи изотопов: 92Мо (15,86 % по массе),94Мо (9,12 %), 95Мо (15,70 %), 96Мо (16,50 %), 97Мо (9,45 %), 98Мо (23,75 %) и 100Мо (9,62 %). Шесть из них стабильны, 100Мо слаборадиоактивен (период полураспада 8,5⋅1018 лет, что в миллиард раз больше возраста Вселенной). Из искусственных изотопов самым стабильным является 93Мо, с периодом полураспада 4 тысячи лет, период полураспада остальных изотопов не превышает 3 суток.

## Химические свойства
При комнатной температуре на воздухе молибден устойчив. Начинает окисляться при 400 °C. Выше 600 °C быстро окисляется до триоксида МоО3. Этот оксид получают также окислением дисульфида молибдена MoS2 и термолизом молибдата аммония (NH4)6Mo7O24·4H2O.
Молибден образует оксид молибдена(IV) МоО2 и ряд оксидов, промежуточных между МоО3 и МоО2. Коричневый диоксид молибдена образуется при взаимодействии водяного пара с мелкодисперсным молибденом при температуре красного каления или восстановлении оксида молибдена(VI) водородом при 450 °C. Выше 1000°С диспропорционирует на Mo и МоО3.
Молибден хорошо растворим в горячих концентрированных растворах азотной или серной кислот, а также царской водке. Устойчив в щелочных растворах, но в присутствии окислителя растворяются в расплавах щелочей:
{\displaystyle {\ce {Mo + 3 KNO3 + 2 KOH -> K2MoO4 + 3 KNO2 + H2O}}}
С галогенами Moлибден образует ряд соединений в разных степенях окисления. При взаимодействии порошка молибдена или МоО3 с F2 получают гексафторид молибдена MoF6, бесцветную легкокипящую жидкость. Moлибден (+4 и +5) образует твердые галогениды MoHal4 и MoHal5 (Hal = F, Cl, Br). С иодом известен только дийодид молибдена MoI2. Молибден образует оксигалогениды: MoOF4, MoOCl4, MoO2F2, MoO2Cl2, MoO2Br2, MoOBr3 и другие.
В низких степенях окисления молибден содержит связи металл-металл, то есть является кластером, наиболее известны октаэдрические кластеры молибдена, так хлорид молибдена(II) описывается строением [Mo6Cl8]Cl4, внешние лиганды связаны слабее внутренних, например, при действии на дихлорид молибдена спиртового раствора нитрата серебра осаждается только 1/3 атомов хлора. Также связи металл-металл известны в карбоксилатах, например, ацетат молибдена, Mo2(CH3COO)4 — исходный препарат для синтеза биядерных соединений молибдена.
При нагревании молибдена с серой образуется дисульфид молибдена MoS2, с селеном — диселенид молибдена MoSe2. Известны карбиды молибдена Mo2C и MoC — кристаллические высокоплавкие вещества и силицид молибдена MoSi2. При действии аммиака при 800 °C на молибден образуются жаропрочные и высокотвердые нитриды молибдена MoN и Mo2N. Образует октаэдрический и диамагнитный гексакарбонил молибдена Mo(CO)6. Их получают восстановлением галогенидов в присутствии CO:
{\displaystyle {\ce {3 MoCl5 + 5 Fe + 18 CO -> 3 Mo(CO)6 + 5 FeCl3}}}
Особая группа соединений молибдена — молибденовые сини. При действии восстановителей — сернистого газа, цинковой пыли, алюминия или других на слабокислые (рН=4) суспензии оксида молибдена образуются ярко-синие вещества переменного состава: Мо2О5·Н2О, Мо4О11·Н2О и Мо8О23·8Н2О.
Moлибден образует молибдаты, соли не выделенных в свободном состоянии слабых молибденовых кислот, хН2О· уМоО3 (парамолибдат аммония 3(NH4)2O·7MoO3·zH2O; СаМоО4, Fe2(МоО4)3 — встречаются в природе). Молибдаты металлов I и III групп содержат тетраэдрические группировки [МоО4].
При подкислении водных растворов нормальных молибдатов образуются ионы MoO3OH−, затем ионы полимолибдатов: гепта-, (пара-) Мо7О266−, тетра-(мета-) Мо4О132−, окта- Мо8О264− и другие, по аналогии с поливольфраматами, полиоксотехнетатами и полиоксоренатом. Безводные полимолибдаты синтезируют спеканием МоО3 с оксидами металлов.
Существуют двойные молибдаты, в состав которых входят сразу два катиона, например, М+1М+3(МоО4)2, М+15М+3(МоО4)4. Оксидные соединения, содержащие молибден в низших степенях окисления — молибденовые бронзы, например, красная K0,26MoO3 и синяя К0,28МоО3. Эти соединения обладают металлической проводимостью и полупроводниковыми свойствами.

## Получение
Промышленное получение молибдена начинается с обогащения руд флотационным методом. Полученный концентрат обжигают до образования оксида МоО3:
{\displaystyle {\ce {2 MoS2 + 7 O2 -> 2 MoO3 + 4 SO2,}}}
который подвергают дополнительной очистке. Далее МоО3 восстанавливают водородом:
{\displaystyle {\ce {MoO3 + 3 H2 -> Mo + 3 H2O.}}}
Полученные заготовки обрабатывают давлением (ковка, прокатка, протяжка).

## Применение
Молибден используется для легирования сталей как компонент жаропрочных и коррозионностойких сплавов. Молибденовая проволока (лента) служит для изготовления высокотемпературных печей, вводов электрического тока в лампах накаливания. Соединения молибдена — сульфид, оксиды, молибдаты — являются катализаторами химических реакций, пигментами красителей, компонентами глазурей. Гексафторид молибдена применяется при нанесении металлического Mo на различные материалы, MoS2 используется как твёрдая высокотемпературная смазка. Mo входит в состав микроудобрений. Радиоактивные изотопы 93Mo (T1/2 = 6,95 ч) и 99Mo (T1/2 = 66 ч) — изотопные индикаторы.
Молибден — один из немногих легирующих элементов, способных одновременно повысить прочностные, вязкие свойства стали и коррозионную стойкость. Обычно при легировании одновременно с увеличением твёрдости растёт и хрупкость металла. Известны случаи использования молибдена при изготовлении в Японии холодного оружия в XI—XIII веках.
Молибден-99 используется для получения технеция-99, который используется в медицине при диагностике онкологических и некоторых других заболеваний. Общее мировое производство молибдена-99 составляет около 12 000 кюри в неделю (из расчёта активности на шестой день), стоимость молибдена-99 — 46 млн долларов за 1 грамм (470 долларов за 1 Ки).
В 2005 году мировые поставки молибдена (в пересчёте на чистый молибден) составили, по данным «Sojitz Alloy Division», 172,2 тыс. тонн (в 2003 году — 144,2 тыс. тонн).
Чистый монокристаллический молибден используется для производства зеркал для мощных газодинамических лазеров.

Теллурид молибдена является очень хорошим термоэлектрическим материалом для производства термоэлектрогенераторов (термо-ЭДС 780 мкВ/К).
Трёхокись молибдена (молибденовый ангидрид) широко применяется в качестве положительного электрода в литиевых источниках тока.
Молибден применяется в высокотемпературных вакуумных печах сопротивления в качестве нагревательных элементов и теплоизоляции. Дисилицид молибдена применяется в качестве нагревателей в печах с окислительной атмосферой, работающих до 1800 °C.
Из молибдена изготовляются крючки-держатели тела накала ламп накаливания, в том числе ламп накаливания общего назначения.
Молибденовая проволока диаметром 0,05—0,2 мм используется в проволочных электроэрозионных станках для резки металлов с очень высокой точностью (до 0,01 мм), в том числе и заготовок большой толщины (до 500 мм). В отличие от медной и латунной проволоки, которые используются однократно в подобных станках, молибденовая — многоразовая (~300—500 метров хватает на 30—80 часов непрерывной работы), что несколько уменьшает точность обработки, но повышает её скорость и снижает её стоимость.

## Биологическая роль
Физиологическое значение молибдена для организма животных и человека было впервые показано[кем?] в 1953 году, с открытием влияния этого элемента на активность фермента ксантиноксидазы. Молибден промотирует (делает более эффективной) работу антиокислителей, в том числе витамина C. Важный компонент системы тканевого дыхания. Усиливает синтез аминокислот, улучшает накопление азота. Молибден входит в состав ряда ферментов (альдегидоксидаза, сульфитоксидаза, ксантиноксидаза и др.), выполняющих важные физиологические функции, в частности, регуляцию обмена мочевой кислоты. Молибденоэнзимы катализируют гидроксилирование различных субстратов. Альдегидоксидаза окисляет и нейтрализует различные пиримидины, пурины, птеридины. Ксантиноксидаза катализирует преобразование гипоксантинов в ксантины, а ксантины — в мочевую кислоту. Сульфитоксидаза катализирует преобразование сульфита в сульфат.
Недостаток молибдена в организме сопровождается уменьшением содержания в тканях ксантиноксидазы. При недостатке молибдена страдают анаболические процессы, наблюдается ослабление иммунной системы. Тиомолибдат аммония (растворимая соль молибдена), является антагонистом меди и нарушает её утилизацию в организме.

### Круговорот азота
Молибден входит в состав активного центра нитрогеназы — фермента для связывания атмосферного азота (распространён у бактерий и архей).

### Микроэлемент
Микроколичества молибдена необходимы для нормального развития организмов, молибдат аммония используется в производстве микроудобрений, в частности, под ягодные и бобовые культуры.
Влияет на размножение (у растений).

## Физиологическое действие
Длительное воздействие аэрозолей молибдена и его триоксида может вызывать хроническое воспаление слизистых оболочек дыхательных путей с последующим поражением бронхов и развитием пневмокониоза. Проявлениями хронического отравления молибденом могут быть увеличение содержания молибдена и мочевой кислоты в сыворотке крови, нарушения функции печени; на более поздних стадиях — полиартралгии, артрозы, гипотония и изменения в составе крови: снижение концентрации гемоглобина, числа эритроцитов и лейкоцитов.